# Mollymook
Mollymook ist ein Ort an der Südküste im australischen Bundesstaat New South Wales. Er gehört zum Verwaltungsbezirk Shoalhaven City. 2021 lebten hier 1195 Einwohner.

## Geografie
In unmittelbarer nördlicher Nachbarschaft liegt Mollymook Beach. Im Süden der Ortschaft befindet sich Ulladulla. Nächste Stadt im Landesinneren ist Milton. Die Entfernung zur Landeshauptstadt Sydney beträgt 177 Kilometer.

## Geschichte
1860 gründete die Famielie Mitchell in der Gegend des heutigen Ortes eine Farm und benannte sie nach dem Mollymawk Molly Moke. Um 1900 erlaubte John Coller der Öffentlichkeit das Baden am Strand auf seinem Familienbesitz. Gegen 1950 teilten die Mitchell Enkel das von ihren Großeltern bewirtschaftete Grundstück auf und begannen damit, statt der Landwirtschaft Attraktionen für Touristen zu installieren.

## Freizeitaktivitäten
Das saubere Wasser eignet sich sehr gut zum Baden und Surfen. Zwei Golfplätze laden zu weiteren sportlichen Aktivitäten ein. Eine besondere Sehenswürdigkeit ist das Bogey Hole, ein großes kreisrundes Felsbecken. Am Strand sind häufig große Tümmler zu sehen und zu bestimmten Jahreszeiten auch Wale während ihrer Wanderungszeit.